# Ніхей Цутому
Цутому Ніхей (яп. 弐瓶 勉, Nihei Tsutomu, нар. 26 лютого 1971) — японський автор манґи. Ніхей професійно займається коміксами з середини 1990-х років. У 1995 році він отримав спеціальний приз Джіро Таніґучі на конкурсі Afternoon Four Seasons Award за свою роботу NOiSE. Попрацювавши асистентом у відомого художника манґи Цутому Такахаші, Ніхей розпочав свою дебютну серію «Блам!» у журналі Monthly Afternoon у 1997 році. Після успіху «Блам!» він створив Wolverine: Snikt! (опублікований Marvel Comics) та Biomega. У 2009 році Ніхей повернувся до журналу Afternoon, щоб започаткувати свою найуспішнішу серію — Knights of Sidonia. Маючи фах архітектора, у своїх ранніх роботах він майже не використовував слова, а переважно покладався на візуальний ряд та фони, щоб розповідати історію. Його мистецтво, натхненне кіберпанком, здобуло значну кількість шанувальників у всьому світі.

## Кар'єра
Ніхей працював на будівництві, але покинув цю роботу, щоб зосередитися на кар'єрі манґаки. Він вирушив до Нью-Йорка та навчався в Parsons School of Design. Його досвід у будівництві та дизайні відчутно відображається в манґах, де часто зображено велетенські структури — одна з характерних рис його творів.
Ніхей надихається кількома джерелами, серед яких манґа, американські комікси та банд-десіне (французькі комікси). Серед японських манґ, що справили на нього сильний вплив, — Акіра, Навсікая з Долини Вітрів та Привид у латах. Також на нього величезно вплинув швейцарський художник Ганс Рудольф Ґігер, який прославився зображеннями суміші людей і машин у холодних біомеханічних взаємодіях. Іншими джерелами натхнення є Жорстка наукова фантастика та фільм Рідлі Скотта Той, хто біжить по лезу, а також французький художник Жан Жиро і Клайв Баркер, відомий завдяки «Повсталий з пекла». Ніхей також великий фанат відеоігор і згадує серед улюблених «Metroid» і франшизу «Halo». У середині 2000-х він відвідав США і зустрівся з командою дизайнерів Halo. Дізнавшись, що Ніхей є великим шанувальником гри, вони відразу запропонували йому долучитися до проєкту «Halo: Графічна новела».
Ніхей розробив логотип для звукозаписного лейблу Lingua Sounda, створеного 2011 року рок-гуртом Buck-Tick. У липні 2016 року він був спеціальним гостем San Diego Comic-Con. Він також отримав нагороду Inkpot Award від Comic-Con International, організації, що проводить San Diego Comic-Con та WonderCon. Цією відзнакою нагороджують творців «за внесок у світи коміксів, наукової фантастики/фентезі, кіно, телебачення, анімації та фендом-сервісів», тож тепер Ніхей приєднався до лав легенд коміксів, кіно та наукової фантастики, як-от Осаму Тедзука, Мебіус і Рей Бредбері.
У 2024 році Ніхей у співпраці з компанією Iwata Corporation створив Шрифт «Toa heavy industries».

## Твори

### Серійні роботи
- Блам! — перша робота Ніхея, що розповідає про пригоди Кіллі, який шукає людину зі спеціальними генами, здатними врятувати світ, у величезному місті. Первинно публікувалася в Monthly Afternoon, також отримала 6-серійний ONA. Фільм вийшов 19 травня 2017 року.
- NOiSE — приквел до Блам!, де поліцейська розслідує вбивство злочинної банди. Первинно публікувалася в Afternoon Season Zōkan.
- Abara — публікувалася в Ultra Jump; розповідь про Дендзі Кудо, чоловіка, який може перетворюватися на Ґауну — істоту з кісткоподібною бронею та озброєнням.
- Біомега — Зоічі Каное та штучний інтелект у його мотоциклі відправляються на пошуки людей, стійких до N5S — вірусу, що перетворює людей на зомбі-подібних «Дронів». Первинно публікувалася в Young Magazine.
- Knights of Sidonia — оригінальна історія про далеке майбутнє та війну космічного корабля-колонії людей із таємничою расою прибульців, відомою як «Ґауна». Публікувалася в Monthly Afternoon. Це перший твір Ніхея, екранізований у форматі телесеріалу. У 2015 році Knights of Sidonia здобула престижну премію Коданся у категорії «Загальна».
- Aposimz — також відома як Ningyō no Kuni (人形の国, укр. «Країна ляльок»). Дія відбувається на штучній планеті, де люди на поверхні стикаються з екстремальним холодом і «Хворобою Каркасу», що повільно перетворює людей на біомеханічні істоти, а мешканці ядра планети живуть у розкошах. Ліцензована видавництвом Kodansha (цифрові випуски) та Vertical Comics (друковані томи)[13].
- Каїна з Великого Снігового Моря — «фентезі про зустріч хлопця та дівчини», дія якого розгортається у світі, де сушу поглинає безмежне Снігове море. Манґа за сценарієм Ніхея з ілюстраціями Ітое Такемото виходила у видавництві Kodansha в журналі сьонен-манґи Monthly Shōnen Sirius з лютого 2022 до червня 2024 року, а аніме-адаптація побачила світ у 2023-му[14].
- Tower Dungeon — «фентезі-слешер» про некроманта, який убив короля й викрав його доньку, сховавшись у Вежі Дракона. Почав виходити в журналі «Monthly Shōnen Sirius» у жовтні 2023 року[15].

### Ваншоти та додаткові роботи
- Parcel — короткий ван-шот про чоловіка, який шукає свого брата.
- Блам — ваншот-прототип до Блам!, включений до збірки NOiSE.
- Blame!² — 16-сторінковий ваншот повноколірного формату, опублікований у Kodansha Mandala т. 2, що продовжує історію Блам! з однією з майбутніх ітерацій Пселл.
- Академія Блам! — комедійна історія з персонажами Блам! у шкільному середовищі. Виходила нерегулярно.
- Blame! Fortress of Silicon Creatures — повноколірний 14-сторінковий епілог до фільму 2017 року, випущений із японською лімітованою Blu-ray-версією.
- Blame! Movie Edition: The Electrofishers’ Escape — ваншот-адаптація фільму 2017 року.
- Dead Heads — перший випуск скасованої горор-манґи; включений до збірки Блам! and So On у вигляді ескізів.
- Digimortal — двосерійний ваншот про найманця, якого найняли вбити лідера нової Інквізиції. Первинно виходив у Ultra Jump, опублікований у другому томі Abara.
- Halo: Breaking Quarantine — історія у всесвіті Halo про втечу сержанта Ейвері Джонсона з глибини Гало та від Імли (Flood).
- Negative Corridor — короткий ваншот, опублікований у NOiSE.
- Ningyō no Kuni — короткий ваншот на засніженій планеті про зустріч юнака з механічною істотою; пролог до Aposimz.
- Knights of Sidonia: The Fourth Gauna Defense War — ваншот-спін-оф до Лицарі Сідонії.
- Knights of Sidonia: Tsumugi, I'm addicted to «Blame!» — короткий ваншот, доданий у буклет Blu-ray 2015 року, а також у Академія Блам! and So On (нове японське видання).
- NSE: NetSphere Engineer — ваншот-сиквел до Блам!.
- Numa no Kami — короткий ваншот про чоловіка, який стикається з богинею озера (опубліковано в Akai Kiba т. 3).
- Pump — короткий ваншот про останніх людей і їх процес розмноження.
- Sabrina — короткий ваншот про чоловіка, який натрапив на дівчину, чия рука застрягла в отворі. Вийшов у першому томі додзінсі-антології Akai Kiba.
- Idaho — ваншот, опублікований у другому томі додзінсі-антології Akai Kiba.
- (без заголовку)[16] — 4-сторінковий тизер Гандам-історії, виданий у Gundam Ace.
- Wolverine: Snikt! — 5-випускна мінісерія про персонажа X-Men — Росомаху, видана Marvel Comics.
- Winged Armor Suzumega / Sphingidae — короткий ваншот про бій між позаземними істотами.
- Zeb-Noid — короткий ваншот про ворожу зустріч двох різних видів, яка набуває несподіваного повороту.

### Артбуки
- Bitch's Life — збірка еротичних ілюстрацій, що включає роботи понад двадцяти манґака, зокрема чотири від Ніхея.
- Blame! And So On — випущений 2003 року, містить ілюстрації та ескізи до «Блам!», «Noise» та «Wolverine: Snikt!», а також роботи Ніхея для «Bitch's Life» і скасованого проєкту «Dead Heads» у вигляді ескізів.
- Megalomania — (STUDIO VOICE, 2000 р., INFASパブリケーションズ) збірка робіт Цутому Ніхея, які зображають масштабні мегаструктури.

## Нагороди і номінації
| Рік  | Премія                                   | Категорія                                                                    | Твір/Номінант      | Результат  |
| ---- | ---------------------------------------- | ---------------------------------------------------------------------------- | ------------------ | ---------- |
| 1995 | Afternoon Премія «Чотири пори року»      | Спеціальний приз Джіро Таніґучі                                              | «Блам!»            | Перемога   |
| 2006 | Harvey Awards                            | Найкраще американське видання закордонного матеріалу                         | Блам!              | Номінація  |
| 2013 | 17-й Японський фестиваль медіа-мистецтва | Розділ «Манґа»                                                               | Лицарі Сідонії     | Вибір журі |
| 2015 | 39-та Премія манґи Коданся               | Найкраща манґа в категорії «Загальна»                                        | Лицарі Сідонії     | Перемога   |
| 2016 | 47-а премія Сейун                        | Найкращий комікс                                                             | Лицарі Сідонії     | Перемога   |
| 2016 | Inkpot Award                             | Досягнення                                                                   | Він сам            | Перемога   |
| 2019 | Премія Айснера                           | Премія Eisner за найкраще американське видання міжнародного матеріалу — Азія | Abara              | Номінація  |
| 2020 | 26-та Manga Barcelona                    | Найкраща сейнен-манґа                                                        | Knights of Sidonia | Перемога   |